# Opuntia laevis
Opuntia laevis es una especie fanerógama perteneciente a la familia Cactaceae. Es nativa de Norteamérica en Arizona.

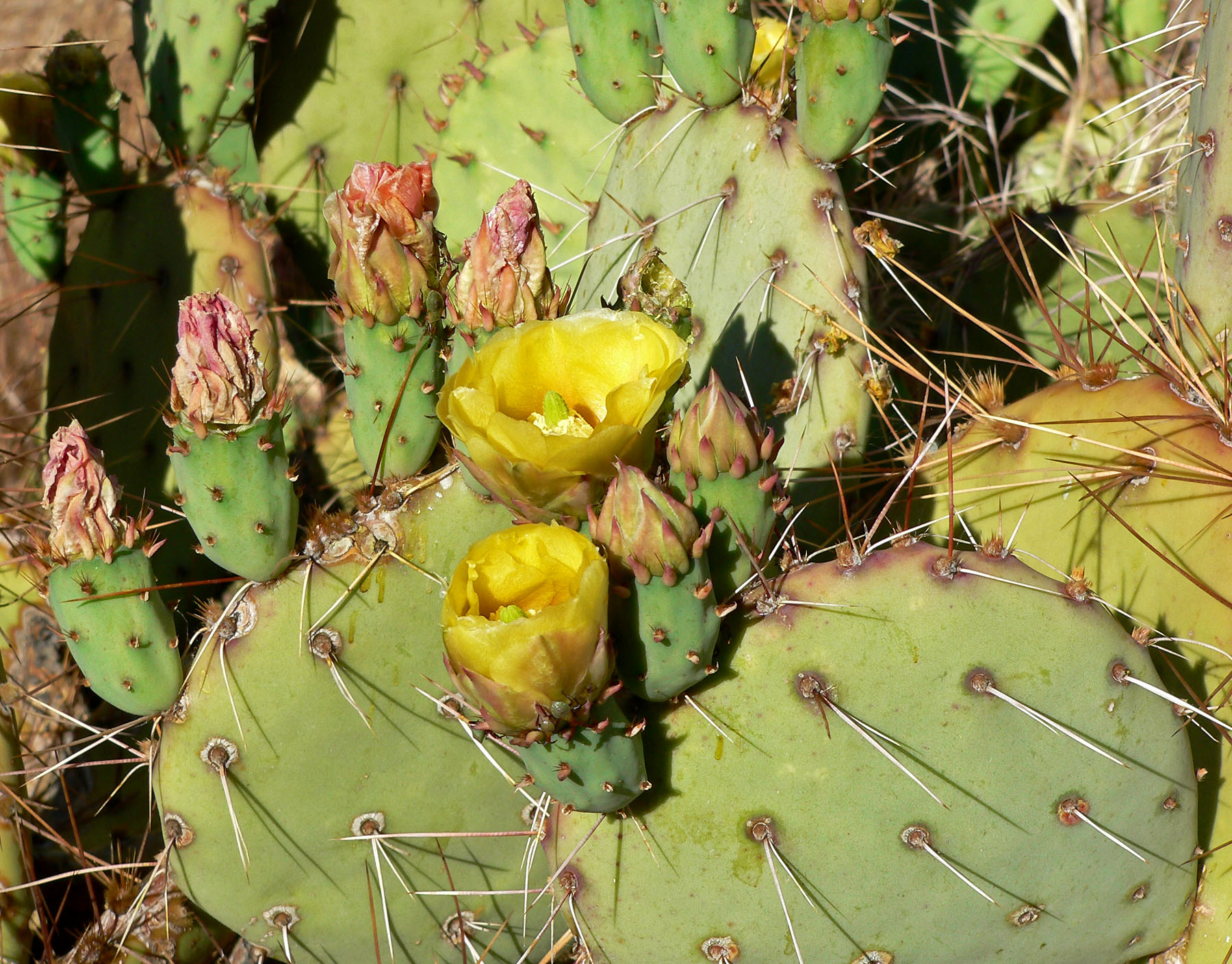
Vista de la planta

Recientemente se le ha considerado un sinónimo de Opuntia phaeacantha Engelm.

## Descripción
Opuntia laevis es, generalmente, un arbusto que crece denso y bajo, con pocas ramas, alcanzando un tamaño de 1 a 2 metros de altura. El talo de color verde brillante, ovadas a oblongo con secciones de  15 a 30 centímetros de largo. Las pequeñas areolas están muy separadas. Los gloquidios son de color amarillo con  una a tres espinas blancas grisáceas, que a veces faltan en las areolas superiores, miden hasta un centímetro. Las flores son de  color amarillo limón con un diámetro de 6 a 7 centímetros. Los frutos son ovoides de 5 a 7 cm de largo.

## Taxonomía
Opuntia laevis  fue descrita por John Merle Coulter y publicado en Contributions from the United States National Herbarium 3(7): 419. 1896.
Etimología
Opuntia: nombre genérico  que proviene del griego usado por Plinio el Viejo para una planta que creció alrededor de la ciudad de Opus en Grecia.

laevis: epíteto latino que significa "lisa, suave".
Sinonimia
- Opuntia phaeacantha var. laevis[5]